# Carlotta di Essart
Carlotta di Essart (1580 – 8 luglio 1651) fu contessa de Romorantin e duchesse de Vitry. È conosciuta per essere stata un’amante del re Enrico IV di Francia.

## Biografia
Ebbe due figlie dal re, Giovanna Battista (1608-1670), che divenne badessa di Fontevraud, e Maria Enrichetta (1609-1629), che divenne badessa di Chelles. Entrambe le ragazze vennero legittimate dal re.
Nel 1611, Carlotta sposò Luigi di Lorena, il cardinale di Guisa dal quale ebbe cinque figli: 
- Carlo Luigi, abate di Chaalis, vescovo di Condom
- Achille (1615 - 1648, Heraklion), principe di Guisa, conte di Romorantin, caduto all'assedio di Candia: sposò Anna Maria di Salm-Dhaun da cui ebbe discendenza.
- Carlotta, badessa di San Pietro a Lione
- Enrico (morto appena nato)
- Luisa, sposò il 24 ottobre 1639 Claudio Pot, signore di Rhodes

Dopo la morte del marito, sposò nel 1630 il maresciallo Francesco de L'Hôspital, signore di Hallier. Morì nel 1651.